# Boudouaou El Bahri
Boudouaou El Bahri è un comune dell'Algeria, situato nella provincia di Boumerdès.